# Caloptilia bistrigella
Caloptilia bistrigella là một loài bướm đêm thuộc họ Gracillariidae. Nó được tìm thấy ở Flores on the Açores.
Ấu trùng ăn Myrica faya.